# Sons of Apollo
Sons of Apollo este un supergrup american de progressive metal format în 2017 și compus din bateristul Mike Portnoy, basistul Billy Sheehan, keyboardistul Derek Sherinian, vocalistul Jeff Scott Soto și chitaristul Ron „Bumblefoot” Thal.

## Istoric
Sherinian și Portnoy au cântat împreună în formația de progressive metal Dream Theater, de unde lui Sherinian i s-a cerut să plece în 1999 și pe care Portnoy a părăsit-o în 2010. Sheehan și Portnoy au format grupul rock The Winery Dogs, împreună cu Richie Kotzen, colegul de formație al lui Sheehan de la Mr. Big. Portnoy, Sheehan și Sherinian au mai lucrat împreună și la un proiect live de scurtă durată, alături de Tony MacAlpine. În timpul unui turneu, Sherinian i-a propus lui Portnoy să i se alăture într-un proiect full-time. Când programul i-a permis să o facă, Portnoy a acceptat și a sugerat ca Jeff Scott Soto și Ron „Bumblefoot” Thal să completeze componența. Portnoy colaborase anterior cu Ron Thal la Metal Allegiance și îl cunoștea pe Soto de când formația solo a acestuia cântase în câteva concerte din America de Sud în deschiderea celor de la The Winery Dogs.
Membrii Sons of Apollo au insistat în numeroase interviuri că supergrupul este o trupă propriu-zisă și nu doar un proiect colateral. Numele formației a fost propus de Sherinian, după ce a analizat o listă de sugestii făcute de Portnoy și a văzut printre ele propunerea „Apollo”. Numele a fost ales pentru că Apollo era zeul grec al muzicii. Deoarece formația suspecta că mai există o trupă cu numele „Apollo”, membrii ei au decis să se denumească „Sons of Apollo”.
Albumul lor de debut, Psychotic Symphony, a fost produs de Portnoy și Sherinian (sub titulatura „Frații Del Fuvio”) și a fost lansat pe 20 octombrie 2017, prin intermediul caselor de discuri Inside Out Music/Sony Music.
Pe 30 august 2019, trupa a lansat primul său album în concert, intitulat „Live with the Plovdiv Psychotic Symphony” și filmat la stadionul roman din Plovdiv, Bulgaria.

## Membri
- Jeff Scott Soto – solist vocal
- Ron „Bumblefoot” Thal – chitară, acompaniament vocal
- Billy Sheehan – bas
- Derek Sherinian – claviaturi, sintentizatoare
- Mike Portnoy – tobe, acompaniament vocal

## Discografie
Albume de studio
- Psychotic Symphony (2017)
- MMXX (2020)

Albume live
- Live with the Plovdiv Psychotic Symphony (2019)

Extended play
- Alive/Tengo Vida (2018)[9]

Single-uri
- „Signs of the Time” (2017)
- „Coming Home” (2017)
- „Just Let Me Breathe (Live)” (2019)
- „Labyrinth (Live)” (2019)